# Wynn Palace
Wynn Palace, kinesiska: 永利皇宮, är både ett kasino och ett hotell som ligger i Cotai i Macao i Kina. Den ägs och drivs av det kinesiska kasinoföretaget Wynn Macau, Limited, dotterbolag till det amerikanska Wynn Resorts. Hotellet har totalt 1 706 hotellrum medan kasinot har en spelyta på 39 391 kvadratmeter (m2).

## Historik
Efter att Wynn Macau, Limiteds första kasino Wynn Macau invigdes den 6 september 2006, började man rätt så omgående att söka lämplig mark på poldern Cotai i syfte att uppföra ett till kasino. I maj 2012 fick man tillåtelse av Macaos regering om att uppföra ett kasinokomplex på 21 hektar på poldern. Bygget av kasinot inleddes i februari 2013 och invigdes den 22 augusti 2016 till en totalkostnad på 4,2 miljarder amerikanska dollar. Den 10 juli 2019 meddelade Wynn Resorts att man skulle expandera kasinokomplexet med uppförandet av två höghus med omkring totalt 1 300 hotellrum och bland annat bygga teater, anlägga större trädgård samt en skulpturpark. Projektet går under arbetsnamnet Crystal Pavilion och planeras pågå mellan åren 2021 och 2024[Uppdatering behövs] samt att kosta omkring två miljarder dollar att slutföra.